# 힐스테이트 금정역
힐스테이트 금정역(영어: HILLSTATE Geumjeong Station)은 대한민국 경기도 군포시 금정동에 위치한 아파트다.

## 같이 보기
- 군포시의 마천루 목록